# Scrancia galactoperoides
Scrancia galactoperoides är en fjärilsart som beskrevs av Sergius G. Kiriakoff 1970. Scrancia galactoperoides ingår i släktet Scrancia och familjen tandspinnare. Inga underarter finns listade.